# Управление энергетической информации (США)

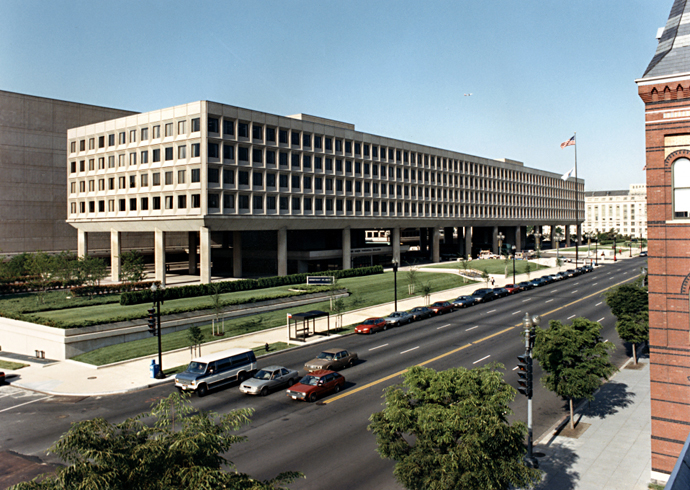
Офисы EIA в James V. Forrestal Building.

Управление энергетической информации (англ.  Energy Information Administration, EIA) — независимое агентство в составе федеральной статистической системы США, ответственное за сбор, анализ и распространение информации об энергии и энергетике. EIA собирает данные по углю, нефти, природному газу, электроэнергии, возобновляемым источникам энергии, атомной энергетике. EIA является подразделением министерства энергетики США.
Основано законом 1977 года «Department of Energy Organization Act» как основной орган федеральной власти, занимающийся статистикой и анализом в области энергии. Создан на базе нескольких систем и организаций со сходными задачами, появившихся в 1974 году после нефтяного кризиса 1973 года.
EIA проводит сбор и анализ данных по всем источникам энергии, всем способам её использования, анализирует потоки энергии. Издает кратко- и долгосрочные прогнозы как для США, так и для остального мира. Публикует множество отчетов, данных, аналитических заметок, в основном через свой интернет-сайт, который посещает более 2 миллионов человек ежемесячно.
Расположено в Вашингтоне. В EIA работает около 380 федеральных служащих, бюджет агентства составлял 117 миллионов долларов в 2014 году.

## Отчеты EIA
- Today in Energy: Еженедельные заметки о проблемах энергии.
- Energy Explained:  Информация об энергии для широкой аудитории.
- Energy Kid's Page:  "Детская страница", популярная у учащихся, граждан, журналистов.
- This Week in Petroleum: Еженедельная информация о нефтяных рынках США и мира.
- Gasoline and Diesel Fuel Update: Еженедельные обновления средних цен на бензин в США и регионах.
- Country Energy Profiles: Анализ энергетики по странам, регионам, группам (ОЭСР, ОПЕК) для 215 стран. Подробный анализ для 151 страны.
- Short-Term Energy Outlook: Краткосрочный энергетический прогноз на 18 месяцев. Обновляется ежемесячно.
- Annual Energy Outlook: Прогноз и анализ снабжения энергией, спроса на энергию и цен в США на срок до 2040 года на базе модели EIA National Energy Modeling System.
- International Energy Outlook: Оценка EIA международных рынков энергоносителей до 2040.
- Monthly Energy Review: Статистика месячного и годового потребления энергии в США по источникам энергии за 30 лет.
- Annual Energy Review: Основной отчет EIA о ежегодной статистике энергетики в прошлом. Многие виды статистики отслеживаются с 1949 года. Данные отчета были перенесены в Monthly Energy Review и не обновляются с 2012 года.[2]
- Country Analysis Briefs: Анализ энергетики 50 стран и регионов: производство и потребление энергии, импорт и экспорт.
- Residential Energy Consumption Survey : Анализ EIA потребления энергии домохозяйствами.

## Критика
В марте 2010, Wall Street Journal сообщил о множестве недостатков в методологии EIA по сбору данных о нефти и нефтепродуктах. Используются древние технологии и устаревшие методологии, которые не позволяют авторам обнаружить ошибки. Также он обнаружил слабую систему информационной безопасности.
В 2011 году журналист Ян Урбина, критик сланцевой революции, сообщил в своей статье в New York Times, что годовые отчеты EIA часто используются инвесторами, компаниями и политиками, поскольку они считаются строго научными и независимыми от индустрии. Однако EIA сильно зависит от внешних консультантов, которые имеют связи с индустрией и могут использовать недостоверные источники данных, например, пресс-релизы компаний. EIA может использовать неполные данные и нереальные прогнозы, созданные маркетинговыми подразделениями компаний.
J. David Hughes (Post Carbon Institute) критикует прогнозы агентства EIA по основным сланцевым формациям страны, показывая систематическое завышение как уровня добычи углеводородов так и резервов, а также невозможность поддержания предсказываемых EIA уровней в будущем. Из-за таких сверх-оптимистичных ожиданий могут приниматься неверные энергетические и  политические решения, которые приведут к сильному шоку после окончания сланцевого бума.